# Kunnumma
Kunnumma är en ort i Indien.   Den ligger i distriktet Alappuzha och delstaten Kerala, i den södra delen av landet, 2 100 km söder om huvudstaden New Delhi. Kunnumma ligger 7 meter över havet och antalet invånare är 14 918.
Terrängen runt Kunnumma är mycket platt. Havet är nära Kunnumma åt sydväst. Runt Kunnumma är det mycket tätbefolkat, med 1 573 invånare per kvadratkilometer. Närmaste större samhälle är Alleppey, 17,6 km nordväst om Kunnumma. I omgivningarna runt Kunnumma växer i huvudsak städsegrön lövskog.